# Wapakoneta
Wapakoneta és una població dels Estats Units a l'estat d'Ohio. Segons el cens del 2005 tenia 9.474 habitants.

## Demografia
Segons el cens del 2000, Wapakoneta tenia 9.474 habitants, 3.803 habitatges, i 2.540 famílies. La densitat de població era de 646,3 habitants/km².
Dels 3.803 habitatges en un 33,1% hi vivien nens de menys de 18 anys, en un 51,4% hi vivien parelles casades, en un 11,2% dones solteres, i en un 33,2% no eren unitats familiars. En el 28,9% dels habitatges hi vivien persones soles l'11,9% de les quals corresponia a persones de 65 anys o més que vivien soles. El nombre mitjà de persones vivint en cada habitatge era de 2,43 i el nombre mitjà de persones que vivien en cada família era de 2,99.
Per edats la població es repartia de la següent manera: un 26,2% tenia menys de 18 anys, un 9,7% entre 18 i 24, un 28,4% entre 25 i 44, un 20,2% de 45 a 60 i un 15,6% 65 anys o més.
L'edat mediana era de 35 anys. Per cada 100 dones de 18 o més anys hi havia 85,9 homes.
La renda mediana per habitatge era de 38.531 $ i la renda mediana per família de 45.456 $. Els homes tenien una renda mediana de 34.523 $ mentre que les dones 23.478 $. La renda per capita de la població era de 18.976 $. Aproximadament el 8,4% de les famílies i el 8,9% de la població estaven per davall del llindar de pobresa.

## Poblacions més properes
El següent diagrama mostra les poblacions més properes.